# ألكسندر شير
الكسندر شير (بالألمانية: Alexander Scheer) (و. 1976  م) هو ممثل مسرحي، وممثل أفلام، وموسيقي، ومخرج أفلام ألماني، ولد في برلين، بدأ مشواره المهني سنة 1999.

## جوائز وترشيحات
حصل على جوائز منها:
- جائزة الفيلم الألماني لأفضل ممثل  [لغات أخرى]‏، عن عمل: Gundermann (film) [الإنجليزية]‏ في 2019
- جائزة برلين للفنون  [لغات أخرى]‏ في 2019[6]
- Bavarian Film Awards (Best Acting) [الإنجليزية]‏، عن عمل: Gundermann (film) [الإنجليزية]‏ في 2019[7]
- Günter Rohrbach film award  [لغات أخرى]‏، عن عمل: Gundermann (film) [الإنجليزية]‏ في 2018[8]
- Schauspieler des Jahres  [لغات أخرى]‏ في 2009

ترشح لـ:
جائزة الفيلم الأوروبي لأفضل ممثل ‏، عن عمل: Gundermann (film) ‏2019.

## وصلات خارجية
- ألكسندر شير على موقع IMDb (الإنجليزية)
- ألكسندر شير على موقع مونزينجر (الألمانية)
- ألكسندر شير على موقع قاعدة بيانات الأفلام العربية
- ألكسندر شير على موقع ألو سيني (الفرنسية)
- ألكسندر شير على موقع ميوزك برينز (الإنجليزية)
- ألكسندر شير على موقع أول موفي (الإنجليزية)
- ألكسندر شير على موقع ديسكوغز (الإنجليزية)
- ألكسندر شير على موقع قاعدة بيانات الفيلم (الإنجليزية)
- ألكسندر شير على موقع كينوبويسك (الروسية)